# Plaza de la Democracia (Montevideo)
La Plaza de la Democracia, también conocida como Plaza de la Bandera, es un espacio público ubicado en el barrio montevideano de Tres Cruces, sobre la Avenida Italia, Bulevar Artigas y la Avenida 8 de Octubre.

## Historia

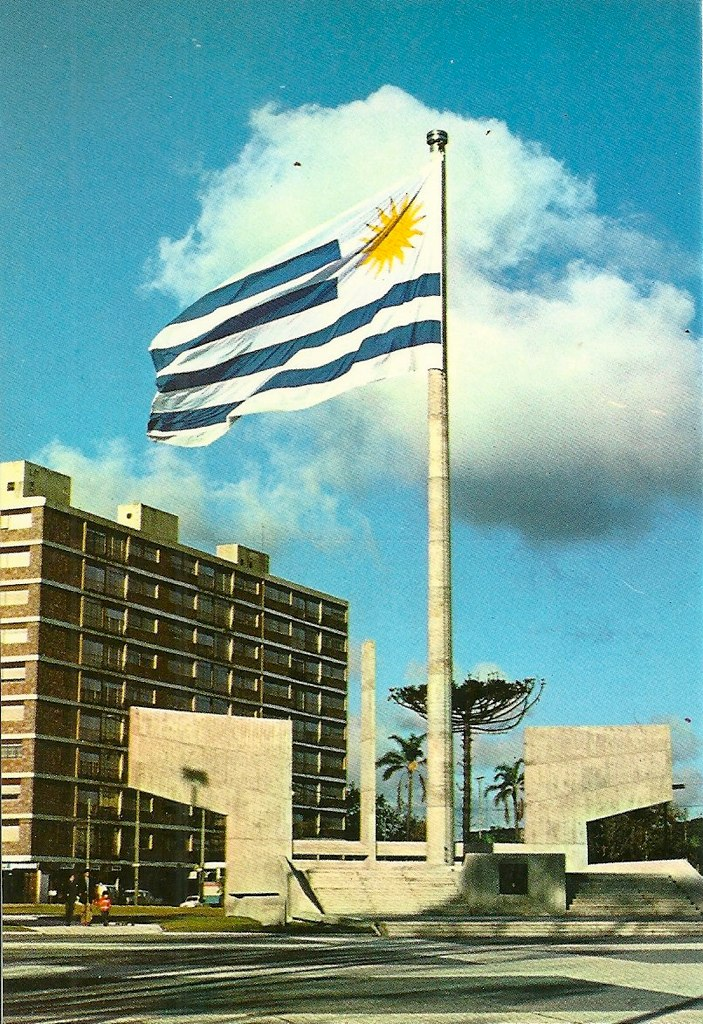
Plaza de la Nacionalidad Oriental en 1986

Fue inaugurada el 15 de diciembre de 1978 bajo la denominación de "Plaza de la Nacionalidad Oriental" por la dictadura militar que gobernaba en Uruguay desde 1973. En el centro la misma se construyó un altar con un mástil para un pabellón nacional de grandes proporciones. 
Luego del fin de la dictadura y el regreso a la democracia la plaza fue rebautizada como Plaza de la Democracia, su denominación actual.

## Reconstrucción

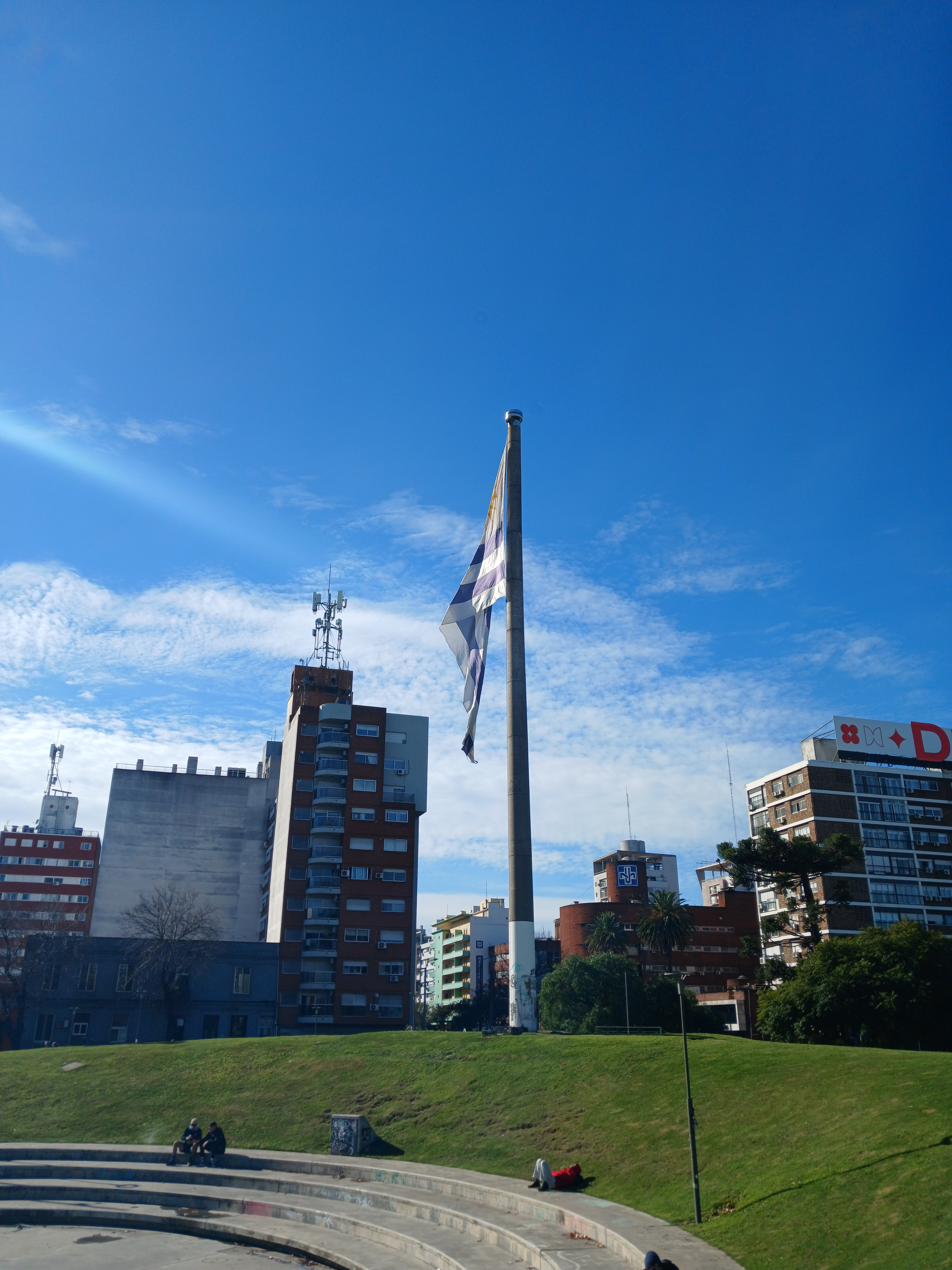
Plaza de la Democracia en 2024

En el año 2011 desde la Intendencia de Montevideo se convocó un llamado a proyectos con el fin de remodelar la plaza.  
El jurado de aquel concurso estuvo integrado por los arquitectos Marcelo Danza, Francisco Fernández y Carlos López Quagliata.
Finalmente, el proyecto ganador fue el  diseñado por los arquitectos Pablo Varesi, Mariana Antía y Alfonso Cabrera. Dicho proyecto consistió en modificar la fisionomía de la plaza, ampliar las zonas verdes, construir un anfiteatro y un espacio de juegos accesibles.  La obra fue financiada por Gralado S.A. (concesionaria de la Terminal y Shopping Tres Cruces, la que tiene frente hacia la plaza).  

## Monumentos

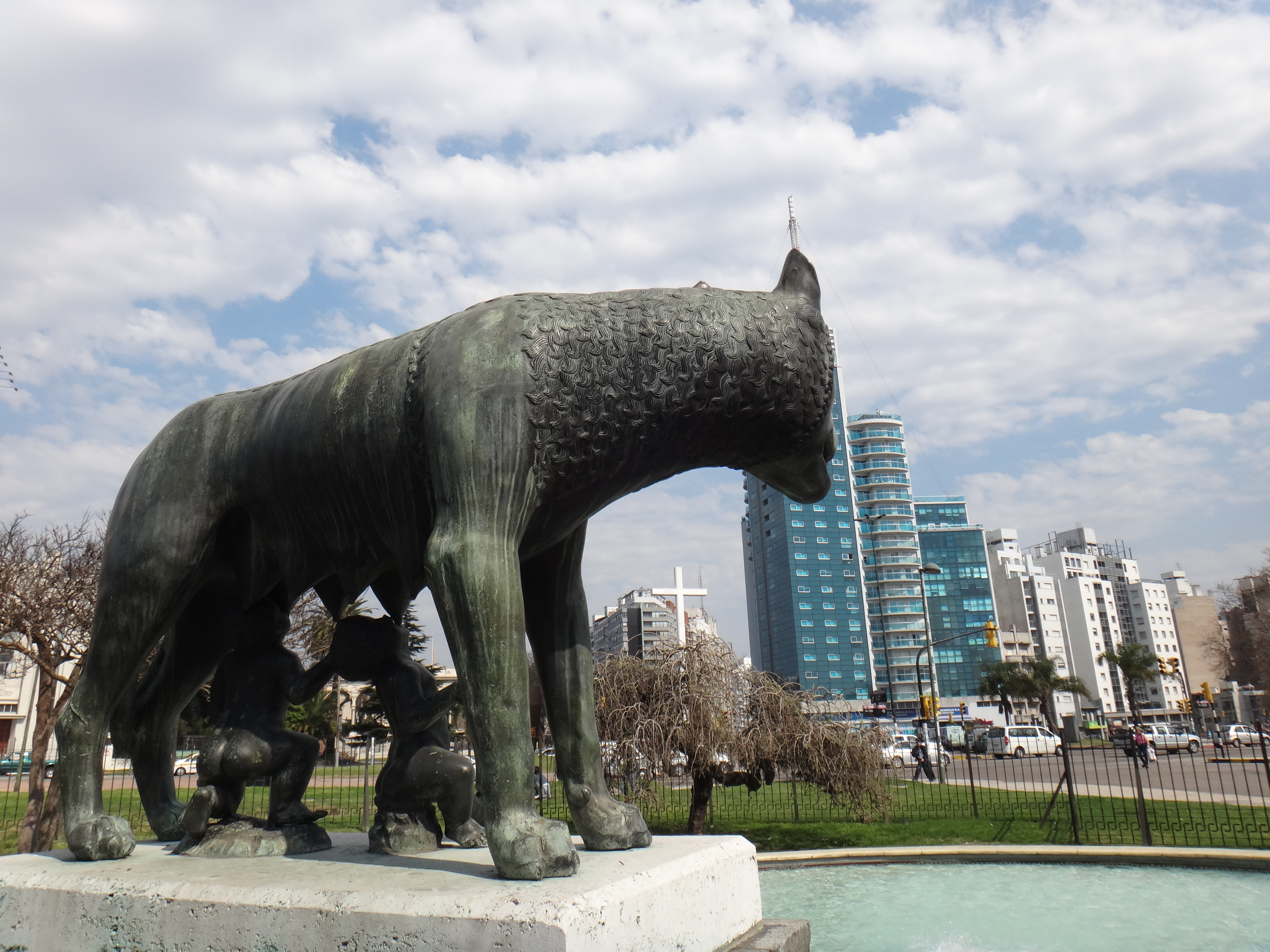
Loba Capitolina

Además del monumento a la bandera, dentro del espacio de la plaza se encuentran varios monumentos o homenajes. Entre ellos se encuentra una replica original de La Loba Capitolina inaugurada el 23 de diciembre de 1938, y el monumento "Nunca Más" como homenaje a los detenidos desaparecidos, inaugurado el 27 de junio de 2017, obra de Rubens Fernández Tuduri.Otro monumento que supo encontrarse en la misma fue el de Joaquín «Ansina» Lenzina (aunque representa a Manuel Antonio Ledesma) obra de José Belloni, actualmente ubicado en el Barrio Sur.